# Hospital Las Higueras
El Hospital Las Higueras es un recinto hospitalario público de alta complejidad perteneciente a la red asistencial del Servicio de Salud Talcahuano, ubicado en esta ciudad de la Región del Biobío, Chile.

## Historia
En 1871 se inauguró el antiguo hospital de Talcahuano en calle Bulnes, con 35 camas. Este edificio sufrió daños irreparables con el terremoto de 1939, por lo que un nuevo hospital se construyó en el sector de San Vicente,  el que posteriormente quedó convertido en Consultorio.
En el año 1962 se creó un Comité Pro-Construcción de un nuevo hospital en el puerto, que finalmente fue inaugurado por el presidente Eduardo Frei Montalva el 22 de noviembre de 1969. Hasta el año 1980 el establecimiento fue catalogado como hospital de mediana complejidad, pero con la creación del Sistema Nacional de Servicios de Salud, fue transformado en el hospital base del Servicio de Salud Talcahuano.
En 1999 se inicia un proceso de normalización que se dividió en tres etapas. La primera etapa se inició en el año 2005 e incluyó la Atención Abierta siendo inaugurado un nuevo edificio en el año 2007. La inauguración de la segunda etapa ocurrió en el año 2012 e incluyó a la Unidad de Paciente Crítico, Apoyo Diagnóstico y Terapéutico. La tercera etapa inició en el año 2017 la cual considera un edificio de atención cerrada. 